# Hilara micropyga
Hilara micropyga är en tvåvingeart som beskrevs av Frey 1952. Hilara micropyga ingår i släktet Hilara och familjen dansflugor. Inga underarter finns listade i Catalogue of Life.